# بوبي مكديرموت
بوبي مكديرموت (بالإنجليزية: Bobby McDermott) مواليد 7 يناير 1914 في كوينز - الوفاة 3 أكتوبر 1963، كان لاعب كرة سلة أمريكي تحول إلى التدريب بعد الاعتزال. بلغ طوله 5 قدم 11 بوصة (1.8 م).

## فرق لعب لها
- ديترويت بيستونز

## روابط خارجية
- بوبي مكديرموت على موقع سبورتس رفرنس (الإنجليزية)